# Jindřich Svoboda
Jindřich Svoboda (ur. 14 września 1952 w Brnie) – czeski piłkarz występujący na pozycji napastnika. Reprezentant Czechosłowacji.

## Kariera klubowa
Svoboda treningi rozpoczął jako junior w Spartaku ADAST Adamov. Grał też w jego pierwszej drużynie, a później w Dukli Brno. W 1973 roku został graczem pierwszoligowej Zbrojovki Brno. W sezonie 1977/1978 wywalczył z nią mistrzostwo Czechosłowacji, a w sezonie 1979/1980 wicemistrzostwo Czechosłowacji. W sezonie 1982/1983 spadł ze Zbrojovką do drugiej ligi. W 1984 roku odszedł do innego drugoligowca, TJ Gottwaldov. W 1986 roku zakończył karierę.

## Kariera reprezentacyjna
W reprezentacji Czechosłowacji Svoboda rozegrał dwa spotkania. Zadebiutował w niej 30 kwietnia 1975 w wygranym 5:0 meczu eliminacji Mistrzostw Europy 1976 z Portugalią. Po raz drugi zagrał w niej natomiast 1 czerwca 1977 w zremisowanym 0:0 towarzyskim pojedynku z Austrią. W 1980 roku zdobył złoty medal na Letnich Igrzyskach Olimpijskich.